# Jacqueline Caux
 (décembre 2011).
Jacqueline Caux (née en 1950) est une cinéaste et productrice indépendante de films documentaires, qui vit et travaille à Paris.

## Biographie
Elle a été assistante de Daniel Caux - Commissaire pour la musique - de l’exposition « La Beauté » en Avignon - Célébration de l'An 2000 (27 mai - 1er octobre 2000), avec des performances de La Monte Young, Arvo Pärt, Richie Hawtin ; pour la musique au Festival « América » de Lille ; pour les cycles « Autres Musiques » du Théâtre de la ville et pour les « Concerts de musiques arabes » au théâtre Nanterre-Amandiers de Patrice Chéreau, organisés par Daniel Caux, Alain Crombecque et Catherine Tasca.
Elle a réalisé plusieurs « films sonores » pour France Culture, notamment pour l’Atelier de création radiophonique (ACR) et pour l’émission Décibels de Jeanne-Martine Vacher : Full of Live in Death Valley, journal de voyage dans le désert des Mojaves ; Naguib Mahfouz, à partir d’entretiens avec le prix Nobel de littérature rencontré au Caire, entouré des écrivains égyptiens Sonallah Ibrahim, Gamal Ghitany, Mohammed El Bisatie; Dans quelques plis de la mémoire, autour du musicien Luc Ferrari ; Radio Foreman, un portrait du metteur en scène Richard Foreman ; Tissée, tendue, au fil des jours la toile de Louise, avec la sculptrice Louise Bourgeois ; Surpris par la nuit, sur la musique techno de Detroit.
Elle a été commissaire de l’exposition « Anna Halprin - À l'origine de la performance » - de mars à mai 2006 - au musée d'art contemporain de Lyon, exposition reprise en 2008 au Yerba Buena Center for the Arts de San Francisco, ainsi que de l’exposition « 1976-2011, Retour sur Einstein on the Beach de Philip Glass et Bob Wilson, 35 ans après Avignon » au musée des beaux-arts d’Orléans.
Elle a été, en 2004, conseillère artistique du Festival d'automne à Paris, pour la programmation relative à Anna Halprin.
De 1997 à 2006, elle a collaboré à la revue Art Press.

## Filmographie

### Longs métrages
- La Monte Young et Marian Zazeela (2001, 52 min). Portrait du fondateur du courant musical minimaliste américain et de sa compagne la plasticienne Marian Zazeela
- Out of Boundaries  (2004, 53 min). Portrait de la pionnière de la Post-Modern Dance Anna Halprin
- Presque rien avec Luc Ferrari (2005, 50 min). Avec Olivier Pascal. Portrait du pionnier Français de la musique électronique Luc Ferrari
- The Cycles of The Mental Machine (2006, 57 min). Du blues à la Techno dans la ville défaite de Detroit, avec la voix du DJ mythique Electryfing Mojo, avec Mike Banks (Underground Resistance), Carl Craig et le plasticien Terry Guyton (Heidelberg Project)
- Who says I have to dance in a theater (2006, 50 min). Le travail dans la nature de la pionnière de la Post Modern Dance Anna Halprin
- Captation de la Symphonie déchirée (2008), musique de Luc Ferrari interprétée par Ars Nova
- Les Couleurs du prisme, la mécanique du temps - De John Cage à la techno (2009, 96 min). Avec Pauline Oliveros, John Cage, La Monte Young, Terry Riley, Steve Reich, Philip Glass, Meredith Monk, Gavin Bryars, Richie Hawtin
- Contes de symphonie déchirée (2010, 54 min). À partir de l’œuvre musicale Symphonie déchirée de Luc Ferrari
- Gavin Bryars - Dolce voce (2012, 37 min)
- Si je te garde dans mes cheveux (2013, 70 min) prix du Meilleur Documentaire Musical de Création - 2014, décerné par la SACEM
- Man From Tomorrow (2014, 40 min) avec Jeff Mills
- Hadda - Casa / Hadda Ouâkki - Chant d’une Rebelle (2015, 52 min)

### Courts métrages
- Detroit et la musique techno (2001)
- Désert solitaire, Tumbling Down, Stumbling Down, Passages 1 (2002)
- Attempting, Passages 2 (2004)
- Hommage à Daniel Caux (2008)

## Prix
The Cycles of the Mental Machine
- Étoile de la Scam 2008
- Prix du meilleur documentaire du  « Festival Docs international », Détroit
- Prix du meilleur documentaire du « Planet Ant Theater Festival », Détroit
- Prix spécial du jury du « Festival Le cinéma de la musique », Besançon

Les couleurs du prisme, la mécanique du temps
- Primé au « Los Angeles Cinema Festival of Hollywood », 2010